# شهرستان تالاهاتچی (میسیسیپی)
شهرستان تالاهاتچی، میسیسیپی (به انگلیسی: Tallahatchie County, Mississippi) یک سکونتگاه مسکونی در ایالات متحده آمریکا است که در ایالت میسیسیپی واقع شده‌است.